# Lac Walker (Alaska)
Pour les articles homonymes, voir Walker.
Le lac Walker est un lac américain dans le borough de Northwest Arctic, en Alaska. Entièrement protégé au sein des parc national et réserve des Gates of the Arctic, il constitue la source de la Kobuk, qui se jette finalement dans la mer des Tchouktches. Il est classé National Natural Landmark depuis 1968.